# Behind the Screen
Behind the Screen is een Amerikaanse korte-stomme film uit 1916 met in de hoofdrol Charlie Chaplin. Andere rollen worden vertolkt door Eric Campbell en Edna Purviance. Chaplin verzorgde tevens de regie. De film bevindt zich momenteel in het publiek domein.

## Verhaal
Chaplin speelt de rol van David, een klusjesman die achter de schermen van een film allemaal aparte en unieke zaken moet oplossen. Zo is er een meisje dat verkleed als jongen stiekem op de set werkt en is er een groep voormalige werknemers die met een bom wraak willen nemen op de studio.

## Rolverdeling
| Acteur          | Personage |
| --------------- | --------- |
| Charlie Chaplin | David     |
| Edna Purviance  | De vrouw  |
| Eric Campbell   | Goliath   |

## Achtergrond
Veel van de humor in de film is slapstick-humor, waarin Chaplin zeult met grote rekwisieten.
De film is een van de eerste Hollywoodproducties waarin homoseksualiteit ter sprake komt. Wanneer Chaplin ontdekt dat Purviance in werklijkheid een vrouw is, kust hij haar. Dit wordt gezien door een collega, die denkt dat Chaplin een man kust. Hij begint hierop erg vrouwelijk te doen tegen Chaplin, totdat deze hem een trap verkoopt.
De documentaireserie Unknown Chaplin bevatte nog onbekend beeldmateriaal van de film, waaronder een scène waarin Purviance harp speelt.